# Gala Montes
Gala Montes (Cidade do México, 4 de agosto de 2000) é uma atriz mexicana.

## Biografia
Gala Montes, nasceu no México , quando foi acompanhar a irmã a um casting de atuação, o diretor deste percebeu Gala e a escolheu para participar. Depois de escolhê-la, Gala descobriu que queria ser atriz.
Ele começou sua carreira aos 6 anos participando do seriado The Nanny , com Lisset e Francisco de la O. Mais tarde começou a atuar em curtas-metragens, teatro, cinema, propagandas, comerciais. Em 2007 voltou com uma atuação infantil no filme De día y de noche , onde dividiu os créditos com Sandra Echeverría e Manuel Balbi.
Posteriormente fez Nos vemos papá, onde interpretou Cecilia Suárez ainda criança, participou do filme " O Treinador " com Mauricio Islas e participou de Spectrum, filme dirigido por Poncho Pineda., onde também dividiu créditos com a atriz espanhola Paz Vega .
Em 2011, aparece em Amar de nuevo , onde interpretou Rebecca, partilhou créditos com Paty Garza , e nas atuações infantis de "Frijolito" , Briggitte Bozzo e Jorge Eduardo . Também contou com Maria Antonieta de las Nieves , que ficou conhecida como a "Chilindrina".
Em 2012, também foi vista na fita Solo para tuba em Fá maior, onde interpretou Fernanda. Nesse mesmo ano, ele apareceu em La otra cara del alma , onde interpretou Alma Hernández quando jovem.
Em 2013, ela apareceu no drama La Virgen Morena, episódio "Las Galletas de Ojos Azules", onde interpretou Patricia 'Pato'. Nesse mesmo ano, apareceu nos projetos Secretos de familia e no filme Espectro , como Marta. Participou também da produção da UEPA da TV Azteca.
Em 2014, apareceu na novela En otra piel , onde interpretou Emiliana Larrea Serrano. Ao lado de María E. Camargo , David Chocarro , Laura Flores e Jorge Luis Pila .
Em 2015, interpretou a personagem Luz Marina Casillas na terceira e quarta temporadas de El señor de los cielos, onde trabalhou com atores como Rafael Amaya , Fernanda Castillo, Tommy Vázquez e Carmen Aub.
Em 2016, interpretou a personagem Rosenda na série biográfica Hasta que te sabre baseada na vida do cantor Juan Gabriel .
Em 2018 protagonizou Mi familia perfecta, como Marisol Guerrero ao lado de Jorge Luis Moreno, Sabrina Seara e Mauricio Henao.
Em 2019 participa da série R.
Em 2020 estreou na Televisa como protagonista juvenil da novela La mexicana y el güero.
Em 2021 interpreta a protagonista da nova novela Diseñando tu amor, ao lado de Juan Diego Covarrubias.

## Carreira

### Televisão
| Ano       | Título                       | Personagem                                               |
| --------- | ---------------------------- | -------------------------------------------------------- |
| 2007      | La niñera                    | Elena Fabregas                                           |
| 2008      | Deseo prohibido              | Aurora Santos                                            |
| 2011      | Amar de nuevo                | Rebeca                                                   |
| 2012      | La otra cara del alma        | Alma Hernández Quijano (criança)                         |
| 2013      | Secretos de familia          | Julieta Miranda Mendoza                                  |
| 2014      | En otra piel                 | Emiliana Larrea Serrano                                  |
| 2015      | UEPA: Un escenario para amar | Lourdes 'Lule' Jordán Joven                              |
| 2015-2016 | El señor de los cielos       | Luz Marina 'Luzma' Casillas                              |
| 2016      | Hasta que te conocí          | Rosenda                                                  |
| 2018      | Mi familia perfecta          | Marisol Guerrero Solís                                   |
| 2020      | R                            | Clara Langarica                                          |
| 2020-2021 | La mexicana y el güero       | Katya Ibarrola Gil / Katya Heredia Ibarrola              |
| 2021      | Diseñando tu amor            | Valentina Fuentes Barrios / Valentina Vargas Barrios     |
| 2024      | Vivir de Amor                | Frida del Olmo Sandoval / Rebeca Sánchez Trejo de Aranda |

### Cinema
| Ano  | Título                     | Personagem |
| ---- | -------------------------- | ---------- |
| 2014 | Espectro                   | Martha     |
| 2012 | Solo para tuba en fa mayor | Fernanda   |
| 2011 | Nos vemos, papá            | Pilar      |
| 2010 | De día y de noche          | Luna       |

## Prêmios e Indicações

### Prêmios Tu Mundo
| Ano  | Categoría                | Trabalho               | Resultado |
| ---- | ------------------------ | ---------------------- | --------- |
| 2014 | Artista juvenil favorita | En otra piel           | Indicada  |
| 2016 | Revelação do ano         | El señor de los cielos | Venceu.   |

### TV Adicto Golden Awards 2020
| Categoria                 | Telenovela             | Resultados |
| ------------------------- | ---------------------- | ---------- |
| Melhor revelação feminina | La mexicana y el güero | Venceu     |